# Dennis Joseph Enright
Dennis Joseph Enright (Leamington Spa, 11 marzo 1920 – Londra, 31 dicembre 2002) è stato un poeta e romanziere britannico.
Utilizzò un linguaggio semplice, ma ironico, inserendosi nella corrente poetica degli anni cinquanta.

## Opere

### Raccolte di poesie
- The laughing hyena, 1953.
- Bread rather than blossoms, 1956.
- Some men are brothers, 1960.
- Addictions, 1962.
- The old Adam, 1965.
- Daughters of earth, 1972.
- Paradise illustrated, 1978.
- A Faust book, 1979.
- Instant chronicles, 1985.

### Romanzi
- Academic year, 1955.
- Heaven knows where, 1957.
- Insufficient poppy, 1960.
- Figures of speech, 1965.
- Beyond land's end, 1979.